# Jacques Léopold de La Tour d'Auvergne
Jacques Léopold de La Tour d'Auvergne (Jacques Léopold Charles Godefroy; 15 gennaio 1746 – 7 febbraio 1802) fu un membro del Casato di La Tour d'Auvergne, i Sovrani Duchi di Bouillon. Fu l'ultimo Duca di Bouillon seccedendo a suo padre nel 1792.

## Biografia

### Infanzia
Il maggiore e l'unico sopravvissuto di quattro figli maschi, nacque dal Principe e dalla Principessa di Turenne nel 1746. Dal 1771, Jacques Léopold fu denominato Principe di Turenne, in quanto erede del Ducato di Bouillon. 
Un suo cugino di primo grado fu Henri Louis de Rohan, lo scandaloso Prince de Guéméné

### Matrimonio
Sposò Edvige d'Assia-Rotenburg, nipote di Ernesto Leopoldo d'Assia-Rotenburg ed Eleonora di Löwenstein-Wertheim-Rochefort. La coppia si sposò a Carlsburg il 17 luglio 1766 ma non ebbe figli.

### Ascesa e Rivoluzione francese
Visse in Navarra prima della rivoluzione e succedette a suo padre nel 1792. Durante il crollo dell'Ancien Régime, il ducato di Bouillon gli fu portato via nel 1794 e inglobato alla Francia nell'ottobre 1795. Durante la rivoluzione fu noto come citoyen Léopold La Tour d'Auvergne. Tuttavia, nel 1800, recuperò il ducato, ma fu costretto a pagare debiti per una somma di 3 milioni di livres. 
I Principi di Guéméné oggi rivendicano il Ducato di Bouillon come proprio dovuto al matrimonio tra Marie Louise (sua zia) e Jules de Rohan, Principe di Guéméné. Non si conoscono altri discendenti.

## Titoli e trattamento
- 15 gennaio 1746 – 24 ottobre 1771: Sua Altezza, il Principe di Bouillon
- 24 ottobre 1771 – 3 dicembre 1792: Sua Altezza, il Principe di Turenne
- 3 dicembre 1792 – 7 febbraio 1802: Sua Altezza, il Duca di Bouillon

## Ascendenza
|                                           |                         |                                               | Genitori                                         |  |  | Nonni |  |  | Bisnonni                                   |  |  | Trisnonni                                  |  |
|                                           |                         |                                               |                                                  |  |  |       |  |  | 8. Emmanuel Théodose de La Tour d'Auvergne |  |  | 16. Godefroy Maurice de La Tour d'Auvergne |  |
|                                           |                         |                                               |                                                  |  |  |       |  |  | 8. Emmanuel Théodose de La Tour d'Auvergne |  |  | 16. Godefroy Maurice de La Tour d'Auvergne |  |
|                                           |                         | 17. Maria Anna Mancini                        |                                                  |  |  |       |  |  | 8. Emmanuel Théodose de La Tour d'Auvergne |  |  |                                            |  |
| 4. Charles Godefroy de La Tour d'Auvergne |                         |                                               |                                                  |  |  |       |  |  | 8. Emmanuel Théodose de La Tour d'Auvergne |  |  |                                            |  |
|                                           |                         | 9. Marie Armande de La Trémoille              | 18. Charles Belgique Hollande de La Trémoille    |  |  |       |  |  |                                            |  |  |                                            |  |
|                                           |                         | 9. Marie Armande de La Trémoille              | 18. Charles Belgique Hollande de La Trémoille    |  |  |       |  |  |                                            |  |  |                                            |  |
|                                           |                         | 9. Marie Armande de La Trémoille              | 19. Madeleine Marguerite de Créquy               |  |  |       |  |  |                                            |  |  |                                            |  |
| 2. Godefroy de La Tour d'Auvergne         |                         | 9. Marie Armande de La Trémoille              |                                                  |  |  |       |  |  |                                            |  |  |                                            |  |
|                                           |                         | 10. Jakub Ludwik Sobieski                     | 20. Jan III Sobieski                             |  |  |       |  |  |                                            |  |  |                                            |  |
|                                           |                         | 10. Jakub Ludwik Sobieski                     | 20. Jan III Sobieski                             |  |  |       |  |  |                                            |  |  |                                            |  |
|                                           |                         | 10. Jakub Ludwik Sobieski                     | 21. Marie-Casimire-Louise de La Grange d'Arquien |  |  |       |  |  |                                            |  |  |                                            |  |
| 5. Maria Karolina Sobieska                |                         | 10. Jakub Ludwik Sobieski                     |                                                  |  |  |       |  |  |                                            |  |  |                                            |  |
|                                           |                         | 11. Hedwig Elisabeth Amalia von Pfalz-Neuburg | 22. Philipp Wilhelm von der Pfalz                |  |  |       |  |  |                                            |  |  |                                            |  |
|                                           |                         | 11. Hedwig Elisabeth Amalia von Pfalz-Neuburg | 22. Philipp Wilhelm von der Pfalz                |  |  |       |  |  |                                            |  |  |                                            |  |
|                                           |                         | 11. Hedwig Elisabeth Amalia von Pfalz-Neuburg | 23. Elisabeth Amalie von Hessen-Darmstadt        |  |  |       |  |  |                                            |  |  |                                            |  |
| 1. Jacques Léopold de La Tour d'Auvergne  |                         | 11. Hedwig Elisabeth Amalia von Pfalz-Neuburg |                                                  |  |  |       |  |  |                                            |  |  |                                            |  |
|                                           | 12. Charles de Lorraine | 24. Henri de Lorraine-Harcourt                |                                                  |  |  |       |  |  |                                            |  |  |                                            |  |
|                                           | 12. Charles de Lorraine | 24. Henri de Lorraine-Harcourt                |                                                  |  |  |       |  |  |                                            |  |  |                                            |  |
|                                           | 12. Charles de Lorraine | 25. Marguerite-Philippe du Cambout            |                                                  |  |  |       |  |  |                                            |  |  |                                            |  |
| 6. Charles-Louis de Lorraine              | 12. Charles de Lorraine |                                               |                                                  |  |  |       |  |  |                                            |  |  |                                            |  |
|                                           |                         | 13. Catherine-Therese de Matignon             | 26. Henri Goyon de Matignon                      |  |  |       |  |  |                                            |  |  |                                            |  |
|                                           |                         | 13. Catherine-Therese de Matignon             | 26. Henri Goyon de Matignon                      |  |  |       |  |  |                                            |  |  |                                            |  |
|                                           |                         | 13. Catherine-Therese de Matignon             | 27. Marie Françoise Le Tellier                   |  |  |       |  |  |                                            |  |  |                                            |  |
| 3. Louise-Henriette-Gabrielle de Lorraine |                         | 13. Catherine-Therese de Matignon             |                                                  |  |  |       |  |  |                                            |  |  |                                            |  |
|                                           |                         | 14. Antoine-Gaston de Roquelaure              | 28. Gaston-Jean-Baptiste de Roquelaure           |  |  |       |  |  |                                            |  |  |                                            |  |
|                                           |                         | 14. Antoine-Gaston de Roquelaure              | 28. Gaston-Jean-Baptiste de Roquelaure           |  |  |       |  |  |                                            |  |  |                                            |  |
|                                           |                         | 14. Antoine-Gaston de Roquelaure              | 29. Marie-Charlotte de Roquelaure                |  |  |       |  |  |                                            |  |  |                                            |  |
| 7. Élisabeth de Roquelaure                |                         | 14. Antoine-Gaston de Roquelaure              |                                                  |  |  |       |  |  |                                            |  |  |                                            |  |
|                                           |                         | 15. Marie-Louise de Laval-Montmorency-Lezay   | 30. Guy-Urbain de Laval-Montmorency-Lezay        |  |  |       |  |  |                                            |  |  |                                            |  |
|                                           |                         | 15. Marie-Louise de Laval-Montmorency-Lezay   | 30. Guy-Urbain de Laval-Montmorency-Lezay        |  |  |       |  |  |                                            |  |  |                                            |  |
|                                           |                         | 15. Marie-Louise de Laval-Montmorency-Lezay   | 31. Françoise de Sesmaisons                      |  |  |       |  |  |                                            |  |  |                                            |  |
|                                           |                         | 15. Marie-Louise de Laval-Montmorency-Lezay   |                                                  |  |  |       |  |  |                                            |  |  |                                            |  |